# Enpinanga
Enpinanga is een geslacht van vlinders uit de onderfamilie Macroglossinae van de familie pijlstaarten (Sphingidae).

## Soorten
- Enpinanga assamensis (Walker, 1856)
- Enpinanga borneensis (Butler, 1879)
- Enpinanga vigens (Butler, 1879)